# 데저트 이글
데저트 이글(Desert Eagle)은 미국 미네소타주의 미니애폴리스에 있는 M. R. I. 리미티드사가 발안해, 이스라엘 밀리터리 인더스트리사(IMI)와 매그넘 리서치사가 생산하고 있는 자동권총이다. 현재, IMI사의 소형화기 부문은 반독립 상태가 되어, 이스라엘·웨폰·인더스트리사(IWI)로 회사명을 변경하였다.
강력한 매그넘 실탄을 안전하게 사용하기 위해, 자동권총에서는 드문 가스압작동 방식을 채용하였다.
357 매그넘판, 41 매그넘판, 41 Action-Express(41 액션 익스프레스) 판, 440 Cor-Bon(440 코본) 판, 44 매그넘판, 50 Action-Express(50 액션 익스프레스) 판이 존재해, 50AE 판은 자동식 권총 중에서는 세계 최고의 위력을 가지는 탄약을 사용할 수 있다.

## 역사
리볼버에 사용되는 357 매그넘탄(en)을 사용하는 타입이 개발·발매되어 화제가 되었지만, 357 매그넘탄의 홀쪽한 형상과 림드(유기연) 약협을 위해서, 5,6회에 1회 정도의 배협불량이나 차탄 장전 불량이 발생해, 평판은 좋지 않았다.
44 매그넘판에서는 약협이 굵어지고 작동이 원활해져 인기가 상승했으며, 림레스(무기연) 약협을 이용한다. 50AE판으로 대구경 매그넘 자동권총으로서의 위치를 확고히 하였다.
50AE는 발매 당시, 최강의 위력을 가지는 권총용 탄약이었으며 현재에도 일반에 판매되는 자동권총용 탄약으로서는 최대의 위력을 가진다.
1985년에 개량되어 양산되었다.

## 특징
50AE탄은 50구경(0.5 인치)과 표기되지만, 사용 탄약이다. 50AE탄의 탄두지름은 0.54인치(13.716mm)이다. S&W M500의 사용 탄약의 탄두지름 0.492인치(12.4968mm)를 넘어, 권총용 탄약으로서는 최대이다.
발사된 탄환의 운동 에너지는 AK-47등에 사용되고 있는 7.62x39탄과 동등하고, NIJ 규격레벨 II의 보디 아모를 관통하는 능력을 가지고 있다.
총신 상부에는 레일을 장비하고 있어, 스코프, 레드 도트 사이트, 레이저조준기 등의 장착이 가능하기 때문에, 스포츠 사격이나 수렵에도 사용할 수 있다.

### 외관

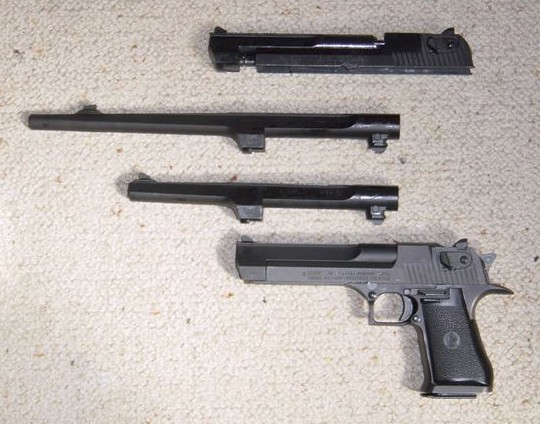
위로부터, 통상 분해시의 총신과 슬라이드·14인치·10 인치·6인치 표준 총신을 장착한 총본체 모델 Mark-VII

최강의 탄약을 사용하는 총기인 만큼 모든 부품이 크고 묵직하다. 50AE판으로 전체 길이 273 mm, 전체 높이 159mm, 중량 2053g이며, 통상의 6인치 모델 외에 10인치, 14인치의 장 총신형도 있다. 이 안에서, 6인치 모델과 10인치 모델은 현재도 판매되고 있지만, 14인치 모델은 1999년에 단종되었다.
전체 길이의 긴 총알을 사용하기도 해 그립은 앞뒤가 길지만, 매그넘 오토의 일종으로 카빈총알 을 사용하는 오토마그III등과 비교하면, 그립의 앞뒤폭은 짧다. 총의 외관 전반을 차지하는 총신은 고정식이며, 가스압에 의해 작동하는 볼트, 슬라이드부의 중량은 외형보다 적다.
총본체의 크기로 인해 안전 장치나 슬라이드·스톱등의 조작이 한 손으로는 어렵다고 지적되기도 한다.

### 위력과 반동

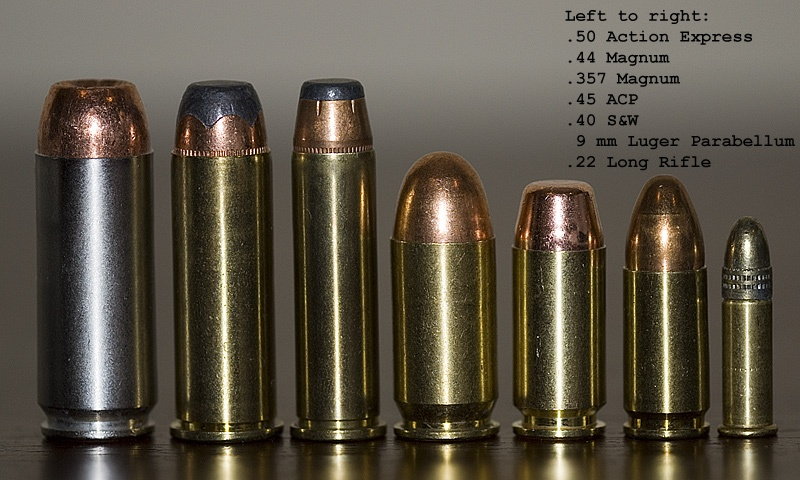
각종의 권총용 탄환(제일 왼쪽이 50AE탄)

보통 매그넘에 대해 「몸집이 작은 사람이나 여성, 어린이가 사용하면 어깨뼈가 빗나간다」 등 과장된 표현도 있지만, 실제로는 사격 자세나 취급 방법에 주의를 기울이면, 힘이 약한 인물이라도 데저트 이글을 사용하는 것이 가능하다. 반대로 자세를 바꾸면 완력이 강해도 무게중심이 쉽게 무너지기 때문에 사고의 원인이 된다.
사격시의 반동은 매우 크지만 총자체의 질량도 크고 볼트나 슬라이드의 후퇴 동작에 의해 사수에 대한 반동의 전달이 지연/차감 되므로, 반동은 동종의 탄약을 사용하는 회전식 권총에 비하면 적다.
자동차를 파괴하는 등의 50AE나 44 매그넘의 위력은 과장해 그려지는 일도 있지만, 실제로는 자동차의 엔진등이 두꺼운 강철의 물체는, 풀 사이즈 소총탄 클래스의 에너지로 철갑탄을 발사하지 않으면 관통이 불가능하다.

### 기구

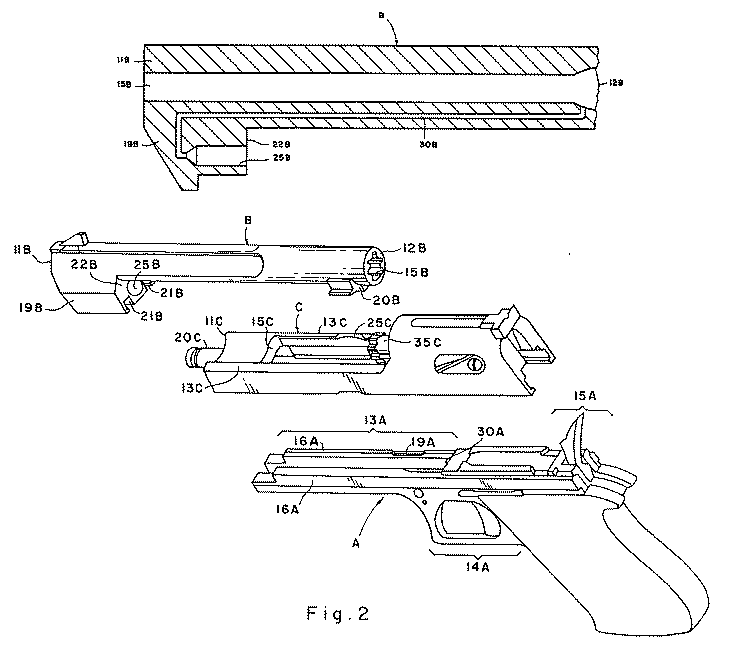
데저트 이글의 가스·오페레이텟드 기구

당초 매그넘 리서치사는 가스 작용식으로의 매커니즘을 생각하고 있었지만 쉽지 않았다. 그 후 IMI사는 자동소총등으로 사용되는 가스압작동 방식을 채용했다. 이러한 방식의 채용에 의해 사격시에 총신이 고정되어 뛰어난 명중도를 가지게 되었다.
그러나, 가스 튜브의 개구부가 뒤를 향하고 있기 때문에, 발사시 가스와 함께 불완전 연소된 화약과 탄약 찌꺼기등이 사수의 얼굴에 맞는 문제가 있다.
당초의 357 매그넘판으로 볼 수 있던 작동 불량은 357 매그넘탄의 홀쪽한 형상과 림드(유기연) 약협으로 인해 발생되었지만, 현재는 약실 가공시의 가는 초를 변경한 일로 개선되었다.
357 매그넘 모델에서는 통상의 라이플링을 가지는 총신을 사용하고 있었지만 44 모델에서는 “호리존털·라이플링”로 불리는, 도랑이 없는 타입의 라이플링이 사용되었다. 현재는 357 매그넘 모델도 호리존털·라이플링을 사용하고 있다.
호리존털·라이플링은 군용 소총의 총신을 대량생산 하기 위해서 개발된 제법이며, 사격 후의 청소가 락이라고 하는 이점이 있지만, 동계 합금등에서 피복 된 탄두 밖에 사격할 수 없다고 한 부자유스러움이 있다.
또, 놋쇠제 등 금속의 브러쉬는 청소시에 총신 내부에 세세한 상처를 내 버릴 우려가 있기 때문에 사용이 곤란하고, 총신 내에 납을 부착시켜 버리는 납탄두의 사용은 부속의 메뉴얼로 금지되고 있다.

## 실용
현재는 이런 종류의 초대형 권총을 사용한 「메탈릭·실루엣」등의 사격경기가 융성을 보여 권총에 의한 수렵이 인정되고 있는 미국의 일부 지방에서는 수렵용으로도 사용되고 있다. 가격은 1,249달러, 원화로 환산해 약 1,458,207원 정도로 권총으로서는 비교적 고가다.

## 대중 문화
- 게임
  - 배틀그라운드 (비디오 게임), 배틀그라운드 모바일, 배틀그라운드: 뉴스테이트에서 .45 ACP 탄을 사용하는 Deagle이라는 이름으로 나온다
  - 소울 나이트
    - 사막 독수리로 등장

  - 여러 가지 게임에서 반동과 위력이 강한 총으로 등장

## 같이 보기
- 베레타 92
- 이스라엘·밀리터리·인더스트리
- S&W M29
- S&W M500
- 오토매그
- 위르디·피스톨
- 제리코 941
- ZVI KEVIN